# 朱思明
朱思明（？—？），字用晦，號葆素，雲南籍（昆明人）丹徒县人。明朝政治人物。

## 生平
万历十七年（1589年）己丑科进士，授刑部主事，署本部郎中，適寧夏之變，神宗怒，逮及軍府重臣，俾思明掌其獄，為具爰書，一時國體賴以全焉。嗣命欽恤廣東，獄無冤滯。累遷河南按察副使，開漳河，民感其德。万历三十年（1602年）二月，陞本省右參政兼僉事，管理河道，轉山西左參政，四十五年（1617年）陞廣西按察使。宗人多弛縱，思明繩之以禮法，陞廣西布政使，乞終養歸。」